# Christian Cruz
Christian Geovanny Cruz Tapia (Guayaquil, 1º ottobre 1992) è un calciatore ecuadoriano, difensore del Naranja Mekánica.

## Carriera

### Club
Ha esordito nel 2010 con il Barcelona SC.

### Nazionale
Nel 2011 viene convocato nell'Under-20 per prendere parte al campionato mondiale di calcio Under-20.